# Bloque de Izquierdas de Extremadura
El Bloque de Izquierdas de Extremadura es un partido político de Extremadura (España). Es un nuevo partido que podría integrarse en la coalición de izquierdas una vez se decida el rumbo que tomará el grupo, mediante la celebración de un congreso en 2010. En 2015 se integra en Badajoz en Común, una de las 12 candidaturas municipales en la ciudad de Badajoz.
Finalmente concurrirá a Elecciones al Parlamento Europeo de 2024 (España) dentro de Sumar (coalición).